# Jean-Pierre Ugarte
Pour les articles homonymes, voir Ugarte.
Jean-Pierre Ugarte (né à Bordeaux le 7 janvier 1950) est un peintre français. Il réalise ses premières œuvres en 1961 et présente sa première exposition en 1984. Il poursuit ensuite son activité de peintre, avec des expositions, jusque dans les années 2000 et vend ses toiles en France et à l'étranger.
Il a d'autre part collaboré à la série de bande dessinée Le Territoire, publiée entre 2003 et 2008 aux éditions Delcourt.

## Biographie
Jean-Pierre Ugarte est né le 7 janvier 1950 à Bordeaux. Il est le fils unique d'un employé de la SNCF et d'une mère ouvrière dans une usine. D'abord élevé jusqu'à 8 ans à Urrugne, il retourne ensuite vivre ensuite à Bordeaux jusqu'à l'âge de 24 ans. Il peint sans ambition particulière une quarantaine de tableaux « figuratifs » entre 1961 et 1966. Il étudie aux Beaux-Arts de Paris de 1966 à 1971.
Commence alors une période de réflexion sur son art pendant laquelle, son service militaire accompli, il voyage en visitant les musées d'Europe du Nord, tout en vivant du produit des ventes de ses toiles.
Puis il entame une carrière professionnelle, avec un bref passage dans l'enseignement (1973-1974) immédiatement suivi d'un poste de graphiste à la Société nationale des pétroles d'Aquitaine, où il travaille douze ans. Peu à peu, sa carrière de peintre se développe, avec un premier vernissage à Montauban en 1984, suivi par d'autres à Paris, Toulouse, Nice, Bordeaux, puis Pau où il peint de longues années dans son atelier du Boulevard Barbanègre. Depuis 2002, il expose à la Galerie Modus, située Place des Vosges.
Enfin, de 2003 à 2008, il collabore à la série de bande dessinée Le Territoire, publiée aux éditions Delcourt, à la suite de sa rencontre en 2003 avec Éric Corbeyran.
Depuis le début des années 1980, Jean-Pierre Ugarte a peint environ 450 toiles, qu'il vend en France et à l'étranger. Il peint dans des tonalités de bleu-gris éteint, de beige ou de bronze, dans le style d'Altdorfer ou de Caspar David Friedrich ; cependant, le monde qu'il décrit ainsi est un monde pétrifié.

## Style
Il travaille dans une gamme de bleus gris ternes, beiges et bronzes qui évoquent des photographies anciennes et ternes. Il peint des paysages « romantiques » à la manière d'Altdorfer ou de Caspar David Friedrich.

## Expositions
- 1984, Art 119, Montauban[2]
- 1985, Bernier, Paris[2]
- 2000, Mennour, Paris[2]